# Andreas Gräfenstein
Andreas Gräfenstein (* 1975 in Bernburg (Saale)) ist ein deutscher Autor und Filmregisseur. 

## Leben
Gräfenstein studierte Filmregie an der Hamburger Hochschule für bildende Künste bei Gerd Roscher und Wim Wenders. Gräfenstein inszeniert Multimedia-Shows für Museen und Unternehmen. Außerdem realisiert er Dokumentarfilme und arbeitet in der Werbung. 
Sein Dokumentarfilm Was übrig bleibt (Left Behind) (Regie mit Fabian Daub) wurde weltweit auf mehr als 100 Filmfestivals gezeigt. 2016 erhielt Gräfenstein den Publikumspreis des Grimme-Instituts für den Fernsehfilm Die Kunst ist weg! (3sat) aus der Reihe Kunst und Verbrechen. 2022 wurde sein Film Der Fall Tellkamp – Streit um die Meinungsfreiheit über den Schriftsteller Uwe Tellkamp auf 3sat und im ZDF ausgestrahlt und kontrovers diskutiert.
Gräfenstein lebt mit Anja Gräfenstein (Schauspielerin) und seiner Tochter in Berlin.

## Auszeichnungen
- 2008: Sieger in der Kategorie "The Best Documentary" des Tirana International Film Festival für Was übrig bleibt (Left Behind) (zusammen mit Fabian Daub).[3]
- 2009: Publikums- und Kritikerpreis "Young Collection 42" für Was übrig bleibt (Left Behind).[4]
- 2009: Sieger in der Kategorie "Best Documentary" des Tampere International Short Film Festival für Was übrig bleibt (Left Behind).[5]
- 2010: Publikumspreis "Die Goldene 11" des 11mm International Football Film Festival Berlin für Eisern vereint.[6]
- 2016 Grimme-Publikumspreis der Marler Gruppe für den Fernsehfilm Die Kunst ist weg!, zusammen mit den anderen Autoren der Reihe „Kunst und Verbrechen“.[7]